# Banka (Slovacchia)
Banka (in ungherese Bánka) è un comune della Slovacchia facente parte del distretto di Piešťany, nella regione di Trnava.